# Northern Counties Palatine
Northern Counties Palatine，後來改稱Plaxton Palatine，是一款位於英國Wigan的Northern Counties生產的非低地台雙層巴士 。Palatine車身主要裝於利蘭奧林匹克巴士及富豪奧林匹克巴士底盤，甚至可以裝於DAF、富豪B10M城市巴士及斯堪尼亞汽車底盤。Palatine車身頭幅的擋風玻璃分為兩個版本，Palatine I為平面式，Palatine II則為弧形。
Palatine車身由Plaxton President所取代。

## 相集

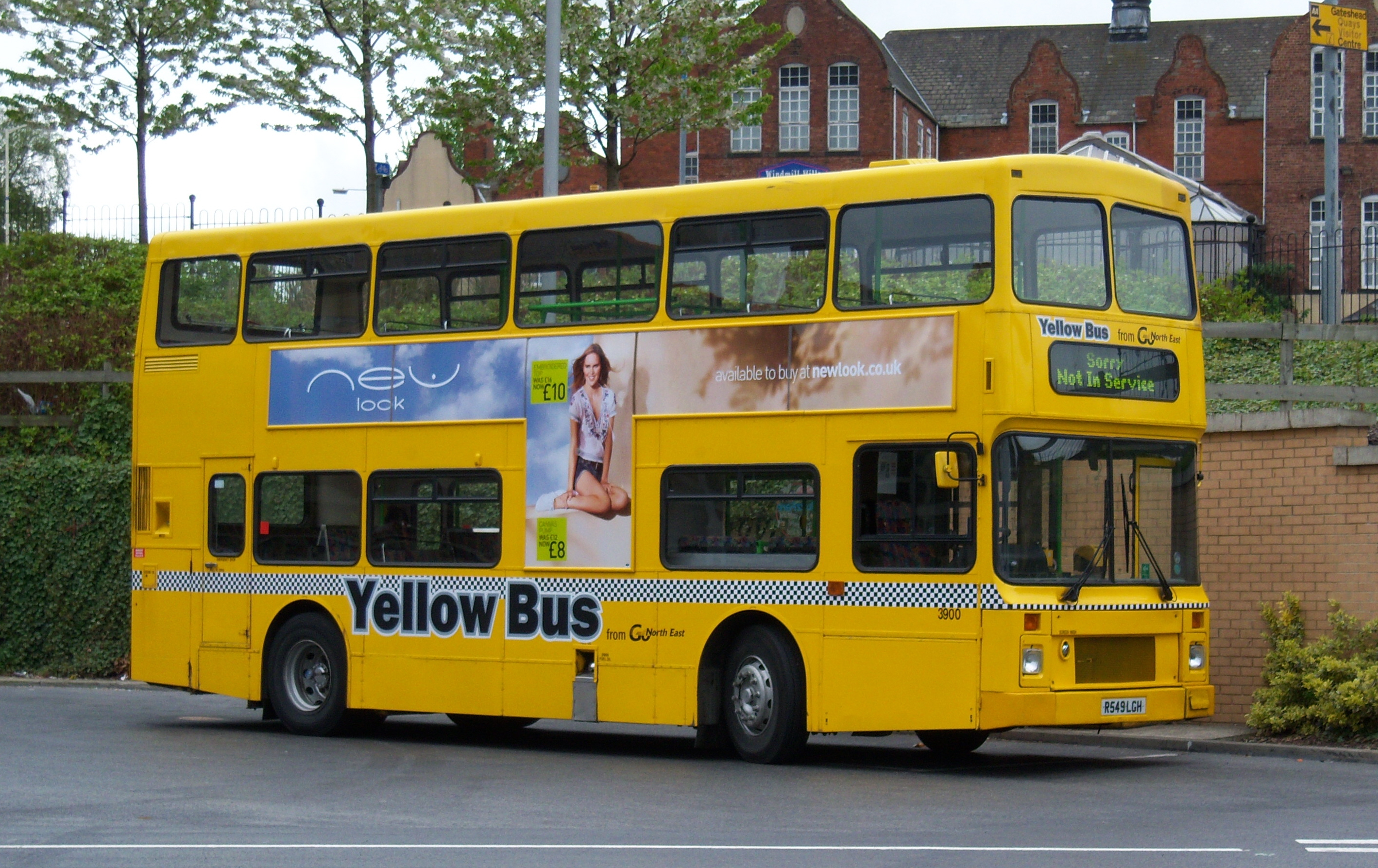
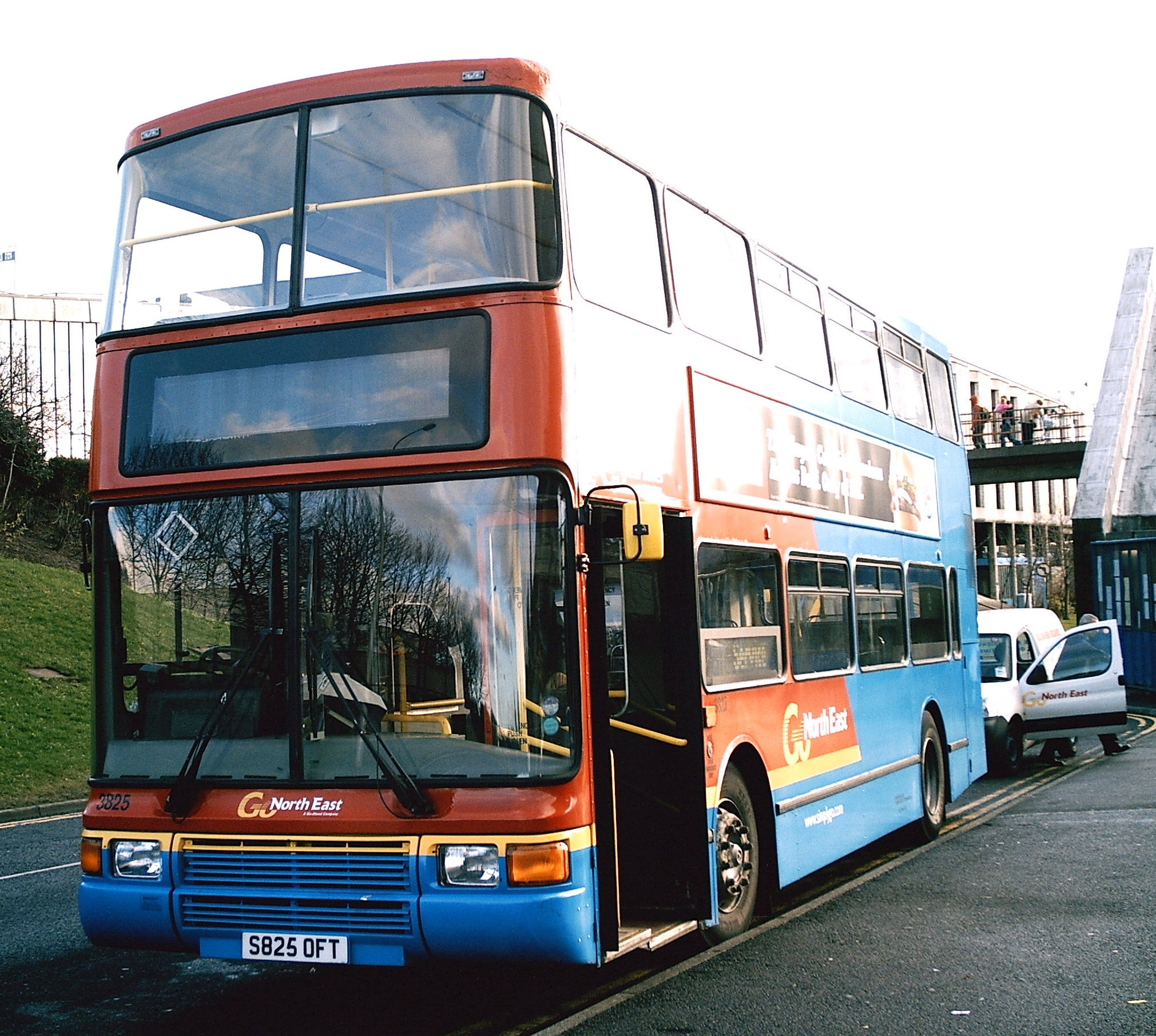
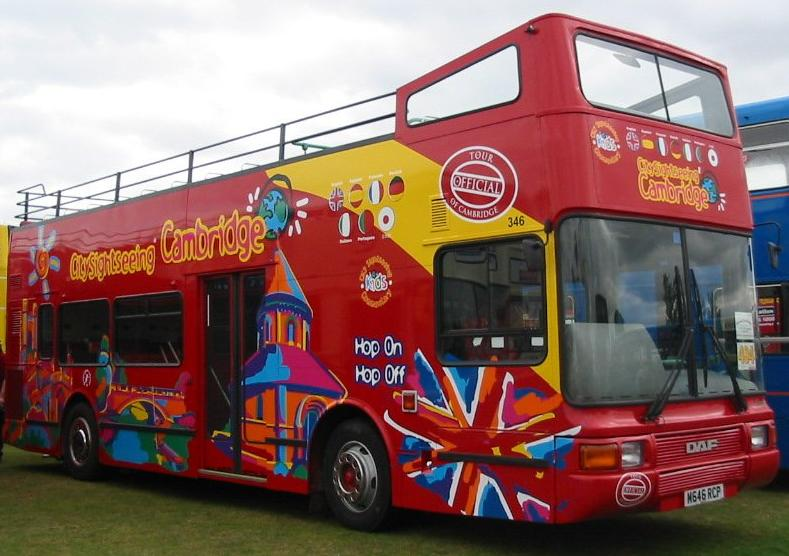
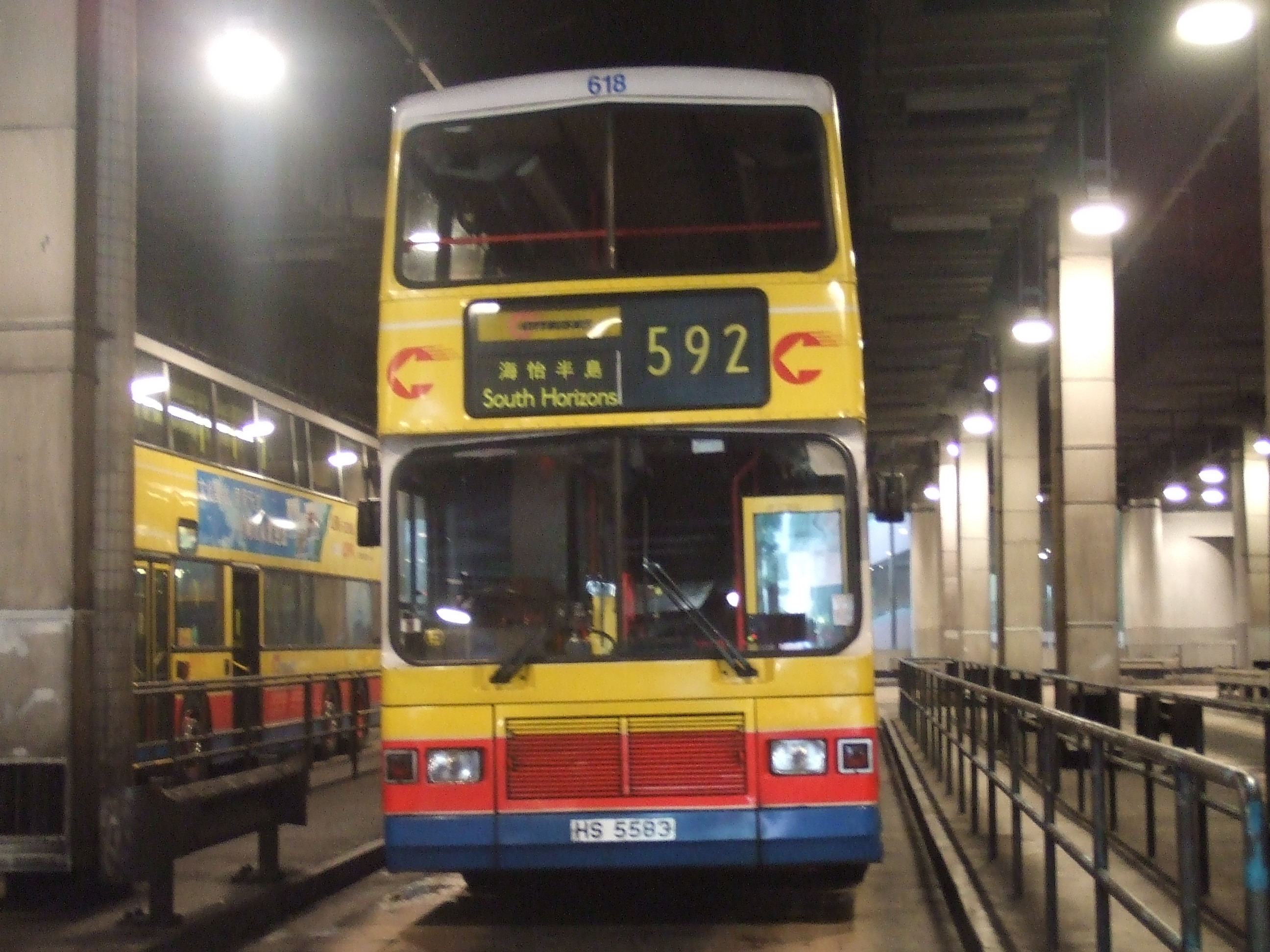